# Zarand (Iran)
Zarand  ( persan : زرند) est une ville dans la province de Kerman, en Iran. En  2006, sa population était de 54 745 habitants, répartis en 12 992 ménages. 
Elle est située à 75 kilomètres au nord-ouest de Kerman. 
Le 22 février 2005, un important tremblement de terre a tué des centaines d'habitants de la ville de Zarand et de plusieurs villages voisins du nord de la province de Kerman.